# Rafał Witkowski (historyk)
Rafał Witkowski (ur. 1967 w Krotoszynie) – polski historyk, dr hab. nauk humanistycznych, profesor nadzwyczajny Wydziału Historii Uniwersytetu im. Adama Mickiewicza w Poznaniu i Uniwersyteckiego Centrum Edukacji Międzynarodowej (AMU-PIE) Uniwersytetu im. Adama Mickiewicza w Poznaniu, od 2020 roku prorektor ds. współpracy międzynarodowej.

## Życiorys
W 1986 r. ukończył Liceum Ogólnokształcące im. H. Kołłątaja w Krotoszynie. W 1991 ukończył studia historyczne na Uniwersytecie im. Adama Mickiewicza w Poznaniu i został zatrudniony w Zakładzie Nauk Pomocniczych Historii i Źródłoznawstwa. Dnia 7 października 1996 obronił pracę doktorską Georg Schwengel – przeor kartuzji kaszubskiej i dziejopis zakonu Kartuzów (promotor: Brygida Kürbis), 25 marca 2013 habilitował się na podstawie pracy zatytułowanej Praedicare manibus. Zakon kartuzów w Europie Środkowej od początku XIV wieku do połowy XVI wieku. Otrzymał nominację profesorską. Został zatrudniony na stanowisku adiunkta w Instytucie Historii na Wydziale Historii Uniwersytetu im. Adama Mickiewicza, oraz w Wyższej Szkole Filologii Hebrajskiej w Toruniu.
Objął funkcję profesora nadzwyczajnego na Wydziale Historii Uniwersytetu im. Adama Mickiewicza w Poznaniu, a także w Uniwersyteckim Centrum Edukacji Międzynarodowej (AMU-PIE) na Uniwersytecie im. Adama Mickiewicza w Poznaniu.
Piastował stanowisko prodziekana na Wydziale Historii Uniwersytetu im. Adama Mickiewicza w Poznaniu i dyrektora (p.o.) Uniwersyteckiego Centrum Edukacji Międzynarodowej (AMU-PIE) na Uniwersytecie im. Adama Mickiewicza w Poznaniu. W 2020 i 2024 roku został wybrany prorektorem ds. współpracy międzynarodowej.

## Wyróżnienia
- Medal Komisji Edukacji Narodowej (2019)[10]
- Doktor honoris causa Państwowego Pedagogicznego Uniwersytetu im. Pawła Tyczny w Humaniu (2024)[11]
- Doktor honoris causa Uniwersytetu Akademii Kijowsko-Mohylańskiej (2025)[12]